# Prabhat Ranjan Sarkar
Prabhat Ranjan Sarkar (21 de mayo de 1921 - 21 de octubre de 1990), también conocido por su nombre espiritual, Shrii Shrii Shrii Ánandamúrti (Ánanda Múrti="Bienaventuranza encarnada"), y conocido como Bábá ("Padre") para sus discípulos, fue un filósofo, yogui, autor, revolucionario social, poeta, compositor y lingüista indio. Sarkar fue el fundador de Ananda Marga (el Sendero de la Bienaventuranza) en 1955, una organización espiritual y social que ofrece instrucción en meditación y yoga. Giani Zail Singh, séptimo presidente de la India, ha dicho sobre Sarkar:"Prabhat Ranjan Sarkar fue uno de los filósofos modernos más grandes de la India".
El sistema de la práctica espiritual de Sarkar ha sido descrito como una síntesis práctica de las filosofías védicas y tántricas. Denunció el materialismo y el capitalismo, y describió el universo como un resultado de la conación macropsíquica -el universo entero existe dentro de la mente cósmica, que en sí misma es la primera expresión de la conciencia sometida a la esclavitud de su propia naturaleza.
Sarkar fue un autor prolífico y produjo un extenso cuerpo de obras que incluye teorías dirigidas a incrementar el bienestar humano como la Ley del Ciclo Social, la Teoría de la utilización progresiva, la Teoría del Microvitum, así como la filosofía del Neohumanismo.

## Biografía

### Primeros años de vida
Sarkar nació durante la luna llena del mes indio de Vaeshakh (Buddha Purnima), el 21 de mayo de 1921 (a las 6:07 de la mañana) a través de Lakshmi Narayan Sarkar, médico homeopático de considerable renombre. Su familia provenía de Bamunpara (Brahmanpara), distrito de Burdwan, en el oeste de Bengala. Sarkar era conocido como un niño excepcionalmente brillante en su juventud, practicando la meditación por sí mismo a una edad temprana y mostrando un gran conocimiento de varios idiomas y diversos temas; conocimientos que supuestamente no se ganaban en la escuela, leyendo libros, ni escuchando a los maestros, ni de ninguna otra fuente externa.

### Vida en Jamalpur
En 1939, Sarkar dejó Jamalpur para ir a Calcuta en 1939 para asistir al Vidyasagar College de la Universidad de Calcuta. Sarkar tuvo que abandonar sus estudios para mantener a su familia después de la muerte de su padre, y desde 1944 hasta principios de los años 50, Sarkar trabajó como contable en la sede de los ferrocarriles indios en Jamalpur, Bihar. Enseñó las técnicas de la antigua meditación Tántrica a un número selecto de sus colegas y gradualmente cada vez más gente se sintió atraída por las prácticas espirituales que enseñaba.

### Fundación de Ananda Marga
En 1955, Sarkar fundó Ananda Marga (Son términos en idioma sánscrita, que no tiene traducción directa en idiomas actuales: Ananda es un concepto que no tiene traducción en los idiomas actuales, que significa un estado de infinito placer que solo se obtiene con la unidad con la Conciencia Infinita, a partir del estado de Mukti para llegar al estado de Moksa, y Marga significa camino, procedimientos, prácticas como forma de vida), un sistema de prácticas físico, psico-espirituales con profunda desarrollo en la responsabilidad social y económica, en todos los órdenes, y con ajuste ecológico, basado en la racionalidad pura,  misión que Sarkar sintetizó como "autorrealización y servicio a todos" o también "aproximación subjetiva con ajuste objetivo". Su sistema de práctica espiritual ha sido descrito como una síntesis práctica de las filosofías védicas y tántricas, y visto de otro punto de vista, es un sistema único Filosófico porque está basado en su casi totalidad en las prácticas físico, psico y espirituales y no como ocurre en toda religión y filosofía clásicas las cuales se basan en ritos, plegarias y lecturas. Las ideas de Sarkar se recogen en la serie de libros que son la recopilación de sus discursos, que forman parte de las escrituras filosóficas pero de aplicación secundaria frente a las prácticas de Ananda Marga. Las ideas de Sarkar están basadas en la racionalidad espiritual, un concepto que nació en el antiguo Tantra Yoga de Shiva, y que volvió a resucitar Krshna, y finalmente lo volvió a nacer con Sarkar. El sentimiento universal (ajuste objetivo) y el sentimiento de unidad con la Conciencia Cósmica (aproximación subjetiva) son la base ideológica de Ananda Marga. Ananda Marga no es una secta, ni una religión, ni un sistema que valore el grupismo social. No se pertenece a Ananda Marga, se practica o no se practica el sistema de Ananda Marga
Durante la última parte de su vida su residencia principal fue en el lago Gardens en Calcuta, Bengala Occidental. También pasó mucho tiempo, especialmente al principio, en la comunidad de desarrollo integral que fundó basándose en su teoría PROUT en Anandanagar. Ananda Marga abrió oficinas regionales en casi todos los países del mundo, incluyendo los EE. UU. en 1969, y hacia 1973 había establecido aproximadamente 100 centros locales que enseñaban filosofías yóguicas y sociales, con varios miles de miembros, algunos viviendo comunalmente en los ashrams.. El proceso de expansión mundial de Ananda Marga sigue, ya habiendo incluso entrado en países del mundo musulmano de medio oriente.

### Encarcelamiento
En 1971, Sarkar fue encarcelado en la India por el presunto asesinato de miembros de Ananda Marga. En febrero de 1973, Sarkar fue envenenado en la cárcel, supuestamente por orden del médico de la cárcel por órdenes de los altos cargos del gobierno. El 1 de abril, tras recuperar la salud, Sarkar comenzó a ayunar en apoyo de una demanda de investigación sobre su intoxicación. Esa demanda nunca fue satisfecha. Así que prosiguió su ayuno durante los cinco años, cuatro meses y dos días siguientes, hasta el 2 de agosto de 1978, cuando fue liberado de la cárcel tras haber sido absuelto de todos los cargos.

### Giras por el mundo
En 1979, Sarkar realizó dos giras mundiales para conocer discípulos en varios países alrededor del mundo, incluyendo Suiza, Alemania, Francia, Escandinavia, el Medio Oriente, Filipinas, Tailandia, Taiwán, Jamaica y Venezuela. El Departamento de Estado le prohibió entrar a los Estados Unidos, así que en 1979 conoció a sus discípulos estadounidenses en Jamaica. Poco antes de morir el 21 de octubre de 1990, fundó Ananda Marga Gurukula el 7 de septiembre de 1990, una red educativa para preservar y desarrollar su legado a través de la investigación, la enseñanza y el servicio.

## Filosofía espiritual
Las enseñanzas de Sarkar sobre la filosofía espiritual se basan en un enfoque racional y universalista que ha sido descrito como una síntesis innovadora y práctica de las filosofías védicas y tántricas. Se consideraba un "optimista incorregible" en su pensamiento.

### Cosmología
Sarkar describe el universo como un resultado de la conación macropsíquica - el universo entero existe dentro de la mente cósmica, la cual en sí misma es la primera expresión de conciencia que viene bajo la esclavitud de su propia naturaleza. Con la evolución de los seres unitarios, la vida individual, la proyección extrovertida de la "Mente Cósmica" inicia el viaje de regreso de una manera siempre única y colorista. No hay dos entidades de este universo que sean iguales, y sin embargo todas tienen la misma meta de fusionarse una vez más con su fuente, la conciencia cósmica infinita. Como tal, el flujo cosmológico es de la conciencia ilimitada a la conciencia limitada y de vuelta a la conciencia ilimitada, alcanzada por la meditación.

### Reinos de la Mente
Según la filosofía de Sarkar, la mente individual está compuesta por cinco capas llamadas Kosas:
1. Kamamaya Kosa ("capa de deseo") o "mente cruda": es la capa que controla el cuerpo. Actúa por instinto o pasión. Esta capa es a veces consciente y a veces subconsciente.
2. Manomaya Kosa ("capa de pensamiento") o "Mente Sutil": es la capa de pensamiento y memoria. Esta Kosa da experiencia de placer y dolor y se desarrolla naturalmente a través del choque físico, y en Ananda Marga sadhana por pranayama con ideación cósmica.
3. Atimanasa Kosa o "Mente Supramental": es la capa intuitiva. Esta Kosa da la capacidad de los sueños intuitivos, la clarividencia, la telepatía y la perspicacia creativa. Se desarrolla naturalmente a través del choque psíquico, y en el sadhana Ananda Marga por métodos de pratyahara (retirada) como shuddhis y Guru Puja.
4. Vijinanamaya Kosa ("capa del conocimiento especial") o "Mente Subliminal": es la capa de conciencia o discriminación (viveka) y vaeragya (no apego). Esta Kosa se desarrolla naturalmente a través del choque psíquico, y su desarrollo es acelerado por el proceso de dharana.
5. Hiranyamaya Kosa ("nivel de oro") o "Mente Causal Sutil": es la capa más sutil. Aquí la conciencia de la mente está muy cerca de la experiencia directa de la "Conciencia Suprema". Aquí sólo existe la separación de un fino velo de ignorancia. Esta Kosa se desarrolla naturalmente a través de la atracción por lo Grande, y dhyana acelera este proceso para los Sadhaka (aspirantes espirituales).

### Biopsicología
La "Biopsicología" de Sarkar explica cómo la ciencia tántrica tradicional de los chakras ("ruedas") con sus energías sutiles se relaciona con el cuerpo a través del plexo nervioso como contrapartes fisiológicas, influyendo en las glándulas endocrinas asociadas con el sistema neuroendocrino y la parte psíquica del cuerpo. La filosofía de Ananda Marga considera el cuerpo humano como compuesto de los mismos cinco factores fundamentales que el resto del universo como se explica en P. R. La teoría del Brahmachakra de Sarkar. Cada factor se distribuye por todo el cuerpo, pero es controlado por un núcleo controlador, o Chakra, subestaciones de la mente, cada una controlando su propia área asignada. Y así como la mente funciona directamente a través del cerebro, los Chakras funcionan a través de sus propias contrapartes físicas - las glándulas endocrinas. La biopsicología de Ananda Marga amplía con explicaciones adicionales el concepto de los siete chakras básicos y en general, considera principalmente:
1. El Chakra Muladhara: en la punta de la columna vertebral (controla el factor sólido).
2. El Chakra Svadhisthana: al nivel de los genitales (controla el factor líquido y se asocia con las glándulas reproductoras).
3. El Chakra Manipura: al nivel del ombligo (controla el factor luminoso y se asocia al páncreas).
4. El Chakra Anahata: en el centro del pecho (controla el factor aéreo y está asociado con el Timo).
5. El Chakra Vishuddha: en la garganta (controla el factor etéreo y se asocia con la glándula tiroides).
6. El Chakra Ajina: entre las cejas (asociado con la glándula pituitaria).
7. El Chakra Sahasrara: en la coronilla de la cabeza (asociada a la glándula Pineal). Las propensiones de la mente (vrttis) asociadas con cada Chakra afectan las glándulas y las hormonas secretadas de esas glándulas (de ahí las emociones, el comportamiento físico y el funcionamiento de los diversos sistemas corporales). Pero las glándulas y las hormonas que segregan también pueden afectar la mente en una cadena de retroalimentación.

### Teoría de Microvita
"Microvita" es plural para "Microvitum" y significa literalmente "micro-vida". La teoría de Microvita fue introducida por primera vez por Sarkar en 1986 a través de una serie de discursos. De acuerdo con esta teoría intuitiva, las microvita son un conjunto de entidades que entran en el ámbito de los ámbitos Físico y Psíquico. Son más pequeños y sutiles que los átomos y las partículas subatómicas, y en el ámbito psíquico pueden ser más sutiles que la mente y contribuir al desarrollo de la "conciencia". Sarkar predijo que pronto serán reconocidos por la ciencia convencional. En la teoría microvita de Sarkar, microvita parece ser la primera expresión de la vida. Sin embargo, este concepto, aún en su infancia, concibe varios tipos de microvita, tanto positivos como negativos, en diversos grados de existencia evolutiva. Los Virus y Priones entran en esta categoría, ya que a pesar de que tienen estructura bioquímica molecular, no pueden ser comprendidos por la ciencia actual al no tener metabolismo y no poder ser catalogadas como formas de vida en la clásica interpretación. Según esta teoría, en realidad los virus y priones son simples agregados moleculares inducidos por cierta categoría de Microvita.

### Sadhana
Un punto central en la filosofía de Sarkar es el concepto de Sadhana (una traducción aproximada sería Meditación). Describe a la Sadhana como el esfuerzo por alcanzar la meta infinita, la Conciencia Infinita, y desde un punto de vista más devocional hacia la entidad infinita, es la práctica para "la transformación del amor temeroso en amor sin miedo hacia la conciencia infinita". La Sadhana se concreta en particular con la práctica, con el esfuerzo mental y sentimental para la completa fusión y unificación con la Mente Cósmica. Sarkar recomienda la práctica diaria de la meditación individual y la práctica semanal de la meditación colectiva. Estas reuniones llamadas Dharmachakras son precedidas por el canto colectivo de unos pocos Prabhat Samgiita (o "Canciones del Nuevo Amanecer", compuesto por el propio P. R. Sarkar) seguido por el kiirtan en el que la sadhana se hace cantando y con una danza rítmica particular, el mantra Baba Nam Kevalam (Mantra Universal que significa Todo es una manifestación de la Entidad Cósmica), luego el mantra llamado Samgacchadvam. El mantra Nityam Shuddham marca el final de la meditación colectiva, entonces la reunión espiritual terminará con el mantra Guru Puja.

## Filosofía social y política

### Ley del Ciclo Social
El concepto de Varna describe cuatro tipos sociopsicológicos principales, en los que se expresan la dotación psicológica y física humana y las motivaciones sociales: Vipra (intelectual), Kshatriya (guerrero), Vaishya (adquisidor) y Shudra (trabajador manual sin organización definida). Varna, en la perspectiva de Sarkar, sin embargo, es más que un rasgo psicológico, sino más bien un arquetipo, aproximadamente a la noción de epistemes de Michel Foucault, que son marcos de conocimiento más amplios que definen lo que es verdadero y real.
La "Ley del Ciclo Social" de Sarkar aplica estos rasgos en una teoría de la evolución histórica, donde las épocas se alzan y caen en en términos de las elites dominantes que representan uno de los rasgos antes mencionados. Esta "ley" posiblemente conecta con las ideas históricas cíclicas anteriores de Sri Aurobindo, con un enfoque en la psicología del desarrollo humano, así como Ibn Khaldun, entre otras ideas macrohistóricas sobre los ciclos. Sin embargo, junto con una dimensión cíclica -el ascenso y la caída de las épocas-, la teoría de Sarkar exhibe una dimensión lineal correspondiente, en la medida en que el "progreso" económico y tecnológico se considera crítico para satisfacer las cambiantes condiciones materiales de vida. En última instancia, para Sarkar, el verdadero progreso tiene que dar prioridad al desarrollo en la dimensión espiritual.
Espiritualidad para Sarkar se define como la realización individual del "yo verdadero". Además de las prácticas del Tantra Yoga original, (sin relación con el invento new age llamado sexo tántrico, que es una práctica antinatural de sexo ni tampoco con las asanas, mal llamada Yoga. La palabra Yoga en el sistema tántrico significa "Unidad con la Mente Infinita" y la palabra Tantra significa liberarse de la crudeza)  y la pureza del pensamiento y de las acciones, Sarkar le dio gran importancia al servicio social desinteresado para integrar la Humanidad. Sarkar explicó con claridad el porqué tanto el capitalismo como el comunismo/marxismo no son  estructuras sociales apropiadas para que la humanidad avance hacia un desarrollo continuo y pleno, para el desarrollo de una forma de vida equilibrada que sostenga el progreso integral. El problema esencial con el capitalismo es, según Sarkar, la concentración de la riqueza, creciente, en unas pocas manos y las interrupciones en el movimiento del dinero, que él consideraba causas fundamentales de las recesiones, incluso depresiones económicas. En la concepción Tántrica de Ananda Marga, la forma de vida espiritual verdadera jamás se desentiende con la vida social y económicas, por lo que es esencial la creación de estructuras que ayuden a satisfacer las necesidades básicas, aunque siempre cambiantes -alimentación, vivienda, ropa, salud y educación como base en el desarrollo.
Sarkar afirma haber desarrollado Ánanda Márga y la Teoría de Utilización Progresiva como medios prácticos para fomentar la armonía y la cooperación para ayudar a la sociedad a escapar de este ciclo propuesto. Sarkar argumenta que una vez que se comprende el ciclo social y con la participación de los sadvipras, los períodos de explotación pueden reducirse en gran medida, si no eliminarse. Con un liderazgo que sea representativo de todos los aspectos de las varnas -es decir, el líder dedicado al servicio, que sea valiente, que utilice el intelecto para los beneficios de otros y que tenga habilidades innovadoras/empresariales- el ciclo puede convertirse en una espiral ascendente. El concepto de karma samnyasa de Sarkar se refiere al principio de que un yogui verdadero es una persona con un desarrollo integral y una mente equilibrada, que él llamó sadvipra; y que esto es logrado por alguien que permanece fijo en la conciencia "suprema" a través de prácticas personales transformadoras y comprometiéndose en la política de liberación social como una forma de trabajo de servicio.

### PROUT: Teoría de la utilización progresiva
La teoría de la utilización progresiva es una teoría socioeconómica mencionada por primera vez en 1959 por Sarkar. Para popularizar e implementar PROUT, Shrii Sarkar estableció la organización Proutist Universal, que consiste principalmente en cinco federaciones (estudiantes, intelectuales, agricultores, trabajadores y jóvenes). La economía proutista descrita por Sarkar es una forma de economía cooperativa y descentralizada que mira más al bienestar colectivo que al beneficio, sin descuidar la promoción de los méritos individuales de cada uno. La "utilización progresiva" se refiere a la optimización y utilización máxima de los recursos naturales, industriales y humanos sobre una base sostenible para todo el ecosistema. Esta teoría, que pretende superar las limitaciones tanto del capitalismo como del comunismo con su Ley de Ciclo Social, fundada en la "Teoría del Ciclo Social"de Sarkar, no se refiere únicamente a la economía. En 1968, Sarkar fundó la organización "Proutist Block of India" (PBI), para promover los ideales de su teoría a través de la acción política y social. El PBI fue reemplazado pronto por "Proutist Universal" (PU). Según sus defensores, PROUT abarca el conjunto de la existencia individual y colectiva -física, educativa, social, social, política, mental, cultural y espiritual- no sólo para el ser humano, sino para todos los seres humanos.

### Neohumanismo: liberación del intelecto

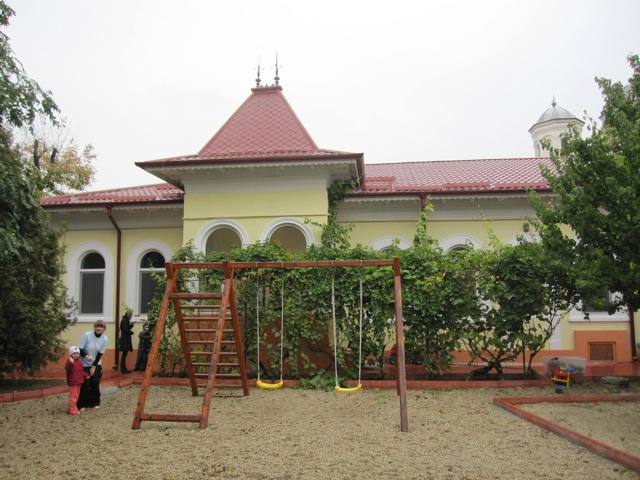
Ananda Marga en Bucarest, Rumanía

En 1982, Sarkar amplió sus escritos sobre el tema de la sociedad humana con la introducción de su nueva teoría del "neohumanismo". Si el humanismo tiende a contemplar sólo a los seres humanos en una visión centrada en el ser humano, el neohumanismo, según la teoría de Sarkar, es más bien la elevación del humanismo al universalismo. Sarkar dijo:"Cuando el espíritu subyacente del humanismo se extiende a todo, animado e inanimado, en este universo -lo he denominado "neohumanismo". Este Neohumanismo elevará el humanismo al universalismo, al culto del amor a todos los seres creados de este universo".  Se dice que el neohumanismo prefiere el valor existencial por encima del valor de utilidad para todos los seres vivos. El Neohumanismo de Sarkar pone gran énfasis en la racionalidad y anima lo que él llama una mentalidad protoespiritual, un proceso de reconocer continuamente cada objeto con el que entramos en contacto, externa o internamente, como manifestación de la Conciencia Suprema (Brahma). Según Sarkar, la racionalidad ayuda a suscitar la devoción, que él considera "el tesoro más alto y valioso de la humanidad". En opinión de Sarkar, el neohumanismo conduce a la liberación del intelecto humano de las limitaciones del dogma impuesto y los complejos psíquicos que ayudan a tender un puente entre los mundos interior y exterior.

### Cultura
En su serie de discursos Charlas sobre Prout, pronunciadas en Ranchi en julio de 1961, Sarkar hace una distinción entre los términos "cultura" y "costumbres". Según Sarkar "cultura... es el nombre colectivo para diferentes expresiones de la vida..." pero "... toda la sociedad tiene la misma cultura. Hay variaciones locales en el modo o estado de expresión cultural, pero la expresión es universal... Estas variaciones locales se llaman costumbres... Así pues, los modos de expresión locales con especialidades locales o de grupo son costumbres, pero la expresión en sí misma es cultura. Por lo tanto, es un error reajustar los límites sobre la base del idioma y la cultura. La cultura india y la cultura del mundo son una misma". La filosofía de Sarkar reinterpreta el concepto general de cultura insertándolo en una nueva visión universalista. Como lo describe Antonello Maggipinto:

... Si el término "cultura" se refiere generalmente al significado original de esta palabra (es decir,"cultura"). del griego "paidéia" al latín "humanitas", es decir, a los seres humanos capaces de dominar las artes, la retórica y la filosofía), Sarkar ofrece entonces un nuevo punto de vista, con una amplia explicación universalista:"la cultura de toda la raza humana es una, pero marcada por diferentes manifestaciones locales... es la misma, pero variada en su expresión"...
(Sarkar, P. R., 1987)

### Lengua
La vasta obra lingüística de Sarkar se ha publicado en varios volúmenes, entre ellos: Varna Vijinana (Ciencia de las Letras), la Gramática y Composición en inglés de Sarkar, Varna Vicitra (Uso Diversos de las Letras) (8 volúmenes), y la enciclopédica Shabda Cayanika (Colección de Palabras) (26 volúmenes) en bengalí.
En Varna Vijinana (La ciencia de las letras), presenta los ocho criterios que definen un idioma. En su libro Talks on Prout (julio de 1961, Ranchi) Sarkar considera las lenguas como parte de la diversidad natural y pide la adopción de un lenguaje y un alfabeto mundial, para permitir una mejor comunicación y comprensión global. "Debemos amar todas estas lenguas, no odiar ninguna y adoptar una de ellas como lengua del mundo. Puesto que todas las lenguas son de nuestra propiedad común, no debemos oponernos a la existencia de otras lenguas. No debemos marcar ninguna lengua como extranjera o nacional.".

#### Transliteración
La organización Ánanda Márga usa un estilo de transliteración que difiere del Alfabeto Internacional de Transliteración Sánscrita, como aquí se muestra:
| Devanāgarī          | Yo Un S T             | Ánanda Márga           | Ejemplos          | Ejemplos              | Ejemplos            |
| आ                   | Ā, ā                  | Á, á                   | ānanda = ánanda   | mārga = márga         | ācārya = ácárya     |
| Kāpālika = Kápálika | sādhanā = sádhaná     | Gopāl Dās = Gopál Dás  |                   |                       |                     |
| ई                   | Ī, ī                  | II, ii                 | jī = jii          | mārgī = márgii        | yogī = yogii        |
| līlā = liilá        | kīrtan = kiirtan      | jīva = jiiva           |                   |                       |                     |
| ऊ                   | Ū, ū                  | Ú, ú                   | mūrti = múrti     | avadhūta = avadhúta   | sūtra = sútra       |
| mūl = múl           | pūrṇUn = púrńun       | rūpa = rúpa            |                   |                       |                     |
| अं                   | Ṁ, ṁ                  | Ḿ, ḿ                   | saṁgha = saḿgha   | saṁgraha = saḿgraha   | Saṁskṛta = Saḿskrta |
| Sāṁkhya = Sáḿkhya   | oṁkār = oḿkár         | saṁsāra = saḿsára      |                   |                       |                     |
| ङ                   | Ṅ, ṅ                  | ONU, un                | liṅga = liunga    | satsaṅG = satsaung    | saṅGīt = saungiit   |
| MaṅGala = Maungala  | Unṅga = Aunga         | GaṅGā = Gaungá         |                   |                       |                     |
| ण                   | Ṇ, ṇ                  | Ń, ń                   | prāṇUn = práńun   | RāmāyaṇUn = Rámáyańun | Karuṇā = Karuńá     |
| pūrṇUn = púrńun     | NārāyaṇUn = Náráyańun | purāṇUn = puráńun      |                   |                       |                     |
| ञ                   | Ñ, ñ                  | EN, en                 | Rañjan = Rainjan  | jñāna = jinána        | sañcara = saincara  |
| pañca = painca      | yajña = yajina        | kañcan = kaincan       |                   |                       |                     |
| ऋ                   | Ṛ, ṛ                  | R, r                   | kṛta = krta       | jagṛtī = jagrtii      | Soyṛta = amrta      |
| kṛpa = krpa         | Vṛndā = Vrndá         | prakṛti = prakrti      |                   |                       |                     |
| श                   | Ś, ś                  | SH, sh                 | Śrī = Shrii       | Śiva = Shiva          | Īśvara = Iishvara   |
| vaiśya = vaeshya    | Śaiva = Shaeva        | Vaiśeṣika = Vaesheśika |                   |                       |                     |
| ष                   | Ṣ, ṣ                  | Ś, ś                   | kṛṣṇUn = krśńun   | puruṣUn = puruśun     | Viṣṇu = Viśńu       |
| KṢ, kṣ              | KŚ, kś                | kṣatriya = kśatriya    | mokṣUn = mokśun   | vṛkṣUn = vrkśun       |                     |
| AI, ai              | AE, ae                | vaiśya = vaeshya       | dvaita = dvaeta   | kaivalya = kaevalya   |                     |
| Vaiṣṇava = Vaeśńava | vairāGī = vaerágii    | Śaiva = Shaeva         |                   |                       |                     |
| AU, au              | AO, ao                | mauna = maona          | Bauddha = Baoddha | kaupinam = kaopiinam  |                     |

Así:
Prabhāt Rañjan Sarkār = Prabhát Rainjan Sarkár
Ānanda Mārga Pracāraka Saṁgha = Ánanda Márga Pracáraka Saḿgha
Śrī Śrī Ānandamūrtijī = Shrii Shrii Ánandamúrtijii
Parampitā Bābā = Parampitá Bábá

### Educación
Según Sarkar, "La educación es para la liberación". Define la educación como el desarrollo simultáneo en los ámbitos físico, mental y espiritual de la existencia humana, por el cual, las potencialidades humanas latentes serían despertadas y puestas en uso adecuado. Sarkar creía firmemente que la verdadera educación conduce a un sentimiento generalizado de amor y compasión por toda la creación. En el sistema educativo de Ananda Marga, se hace especial hincapié en la educación moral y la inculcación del idealismo, junto con un enfoque psicopedagógico adecuado y una feliz mezcla de ciencia occidental extroversial y filosofía introversa oriental. Fundó Ananda Marga Gurukula (Universidad) con sede en Anandanagar (India) sólo cuarenta y cuatro días antes de su partida física y le dio el mandato de "Servir a la humanidad con espíritu neohumanista y adquirir conocimientos para ese propósito". También introdujo la facultad de Educación Neohumanista en Gurukula.

## Trabajos
Aunque Sarkar pasó sólo diecisiete años de su vida trabajando a tiempo completo para sus organizaciones (1966-1971 y 1978-1990), dejó un vasto legado, incluyendo más de 250 libros escritos sobre una amplia variedad de temas. Muchos de estos libros son compilaciones o colecciones de discursos dados por él durante reuniones espirituales o sociales. Se le conoce principalmente como el maestro espiritual detrás de Ananda Marga, pero Sarkar escribió más de 1500 páginas en su Teoría sociopolíticoeconómica de la Teoría de la utilización progresiva (PROUT), con varias miles de páginas más dedicadas a la lingüística y al estudio de las lenguas; Los escritos de Sarkar sobre lingüística incluían, entre otras obras, Shabda Cayanika ("Una colección de palabras"), una enciclopedia inacabada de veintiséis volúmenes dictada sobre la lengua bengalí. Además de esto, escribió libros sobre sociología, agricultura, historia, literatura, educación, medicina, cosmología y filosofía, y fundó la filosofía del neohumanismo en 1982 y la teoría de Microvita en 1986. En su teoría de Microvita, Sarkar "creía que los átomos y las partículas subatómicas en todo el universo sin límites están impregnados de vida".

### Música
En 1982 Sarkar comenzó a componer canciones. En ocho años, hasta la fecha de su muerte, completó la composición de 5018 canciones en múltiples idiomas. Esta vasta colección de canciones se llama Prabhat Samgiita ("Canciones del Nuevo Amanecer").

## Lectura adicional
- Ácárya Vijayánanda Avadhúta (1994). The Life and Teachings of Shrii Shrii A'nandamu'rti. Ananda Marga Publications. 1994. ISBN 978-81-7252-065-6. Ananda Marga Publicaciones.
- Ghista, Garda (21 de enero de 2011). Shrii Prabhat Ranjan Sarkar: Almenara de Espera para Padecer Humanidad. AuthorHouse. Shrii Prabhat Ranjan Sarkar: Beacon of Hope for Suffering Humanity. AuthorHouse. 21 de enero de 2011. ISBN 978-1-4567-1531-1.
- Rudolph, Hans (2017). Microvita: Explorando una Ciencia Nueva de Realidad. AuthorHouse. Microvita: Exploring a New Science of Reality. AuthorHouse. 2017. ISBN 978-1-5246-9113-4.